# 木下英夫
木下 英夫（きのした ひでお、1942年5月10日 - 2002年12月1日）は、日本の哲学者・倫理学者。

## 来歴
東京葛飾区柴又生まれ。1958年東京都立小山台高等学校入学。1963年東京大学教養学部文科III類入学。1967年東京大学大学院修士課程（倫理学専攻）入学。1970年名古屋大学大学院博士課程（哲学専攻）入学。1978年より横浜国立大学教育学部講師となり、後に教授となる。1982年より1984年まで、反核ミニコミ誌「一寸の虫」（同時代社刊）刊行した。2002年12月、胆管がんの術後のMRSA感染症による敗血症により死去。

## 思想
古在由重の開催していた、哲学研究会である、「古在ゼミ」の門下生。1980年代初頭、原水爆禁止世界大会の準備会事務局（日本青年館地下にあった）で、ボランティア活動を行い、市井の多くの人の意見に共感し「戦争はいやだ」（同時代社刊）の出版に協力する。
松川事件の真相究明を探る「松川研究会」会員でもあった。作家稲沢潤子氏の『東京起点261キロ 松川事件・ある青春物語』（恒和出版刊）の編集に協力。その後福島大学に内地留学し、松川資料館の設立に寄与。横浜国立大学在職中、アメリカの公文書公開法により明らかにされた文献の翻訳の最中、病魔に教われ、その生涯を松川事件研究に捧げた。
1984年に、これからは政党の大衆運動ではなく、草の根の市民運動の時代だと感じ、平和事務所（東京・文京区［当時］）の設立に寄与した。設立当時、日本共産党から離党・除名された者もいたため、反党分子の巣窟だというようなキャンペーンが党の機関紙「赤旗」上で繰り返された。平和事務所の実質的解体後は、目白にて行われた読書を中心とする「ア・タイムの会」（A time or Alchool timeの意）に出席した。

## 著書
- 『松川事件と広津和郎―裁判批判の論理と思想』（同時代社、2003年）ISBN 978-4-88683-512-3
- 『崩壊の時代に』（同時代社、2002年）共著 ISBN 978-4-88683-463-8
- 『講座マルクス主義研究入門』第1巻哲学に寄稿（「哲学と階級闘争」） 青木書店、1975年

## 論文
- 木下英夫「良心論への一視角」『倫理学年報』第25号、日本倫理学会、1976年、201-213頁、ISSN 04830830、NAID 110000366864。
- 木下英夫「裁判批判の論理と思想」『横浜国立大学人文紀要 第一類 哲学・社会科学』第25号、横浜国立大学、1979年11月、1-14頁、ISSN 05135621、NAID 110005858228。
- 木下英夫「良心論序説」『横浜国立大学人文紀要 第一類 哲学・社会科学』第27号、横浜国立大学、1981年11月、51-62頁、ISSN 05135621、NAID 110000361831。
- 木下英夫「〔広津和郎〕裁判批判の論理と思想-2-」『横浜国立大学人文紀要 第一類 哲学・社会科学』第29号、横浜国立大学、1983年10月、67-77頁、ISSN 05135621、NAID 110000361844。
- 木下英夫「〔広津和郎〕裁判批判の論理と思想-3-」『横浜国立大学人文紀要 第一類 哲学・社会科学』第31号、横浜国立大学、1985年10月、41-54頁、ISSN 05135621、NAID 110005858237。
- 木下英夫「〔広津和郎〕裁判批判の論理と思想-4-」『横浜国立大学人文紀要 第一類 哲学・社会科学』第33号、横浜国立大学、1987年10月、53-66頁、ISSN 05135621、NAID 110000361860。
- 木下英夫「〔広津和郎〕裁判批判の論理と思想-5-」『横浜国立大学人文紀要 第一類 哲学・社会科学』第35号、横浜国立大学、1989年10月、115-127頁、ISSN 05135621、NAID 110005858370。
- 木下英夫「裁判批判の論理と思想(6)」『横浜国立大学教育人間科学部紀要 (0xF9C2) 人文科学』第1号、横浜国立大学教育人間科学部、1998年11月、63-81頁、ISSN 1344462X、NAID 110000035171。
- 木下英夫「裁判批判の論理と思想(7)」『横浜国立大学教育人間科学部紀要 (0xF9C2) 人文科学』第2号、横浜国立大学教育人間科学部、1999年11月、1-17頁、ISSN 1344462X、NAID 110000035176。
- 木下英夫「裁判批判の論理と思想(8)」『横浜国立大学教育人間科学部紀要 (0xF9C2) 人文科学』第3巻、横浜国立大学教育人間科学部、2000年10月、1-16頁、ISSN 1344462X、NAID 110000035184。
- 木下英夫「裁判批判の論理と思想(9)」『横浜国立大学教育人間科学部紀要 (0xF9C2) 人文科学』第4巻、横浜国立大学教育人間科学部、2002年2月、1-14頁、ISSN 1344462X、NAID 110000035194。